# 老鹰水库
老鹰水库是中国四川省资阳市境内的一座水库，位于沱江支流九曲河上，建于1964年。水库正常库容为1380万立方米，集雨面积为81平方千米，海拔为397.34米。